# Zygmunt Anczyc
Zygmunt Fryderyk Anczyc herbu Ancuta (ur. 14 września 1783 w Wilnie, zm. 5 czerwca 1855 w Krakowie) – polski aktor teatralny, tłumacz i dramaturg.
Początkowo występował w teatrach Wilna, Grodna i Mińska. W roku 1810 zawiesił zawód aktora i zajął się zarządzaniem majątkami ziemskimi. W roku 1816 powrócił na scenę. W roku 1819 poślubił aktorkę Barbarę Hrehorowicz. W latach 1822–1826 występował w Warszawie, w latach 1823 i 1824 również w Poznaniu i Kaliszu. Od roku 1826 występował w Krakowie. W roku 1830 występował także w Poznaniu w języku niemieckim w Skąpcu Molière’a.
Od roku 1843 był dyrektorem pierwszego polskiego teatru w Poznaniu, który istniał tylko siedem miesięcy. Stworzył trupę teatralną, z którą występował w Lublinie, Płocku i Kaliszu. Po powrocie do Krakowa zajął się tłumaczeniem sztuk teatralnych i librett operowych.
W okresie Wiosny Ludów w roku 1848 napisał sztukę Powrót więźniów z Kufsteinu.
Pochowany został na cmentarzu Rakowickim w Krakowie, w grobowcu rodzinnym, w pasie Ab.
Był ojcem pisarza Władysława Ludwika Anczyca. Teściem Anczyca był Tomasz Hrehorowicz.